# Bourdons-sur-Rognon
Bourdons-sur-Rognon est une commune française située dans le département de la Haute-Marne, en région Grand Est. Elle se situe dans la vallée du Rognon.

## Géographie

### Hydrographie
La commune est dans la région hydrographique « la Seine de sa source au confluent de l'Oise (exclu) » au sein du bassin Seine-Normandie. Elle est drainée par le Rognon, divers bras le Rognon et divers autres petits cours d'eau,.
Le Rognon, d'une longueur de 73 km, prend sa source dans la commune de Is-en-Bassigny et se jette  dans le canal de la Marne à la Saône à Mussey-sur-Marne, après avoir traversé 17 communes. Les caractéristiques hydrologiques du Rognon sont données par la station hydrologique située sur la commune. Le débit moyen mensuel est de 1,98 m3/s. Le débit moyen journalier maximum est de 29,9 m3/s, atteint lors de la crue du 30 décembre 2001. Le débit instantané maximal est quant à lui de 36,2 m3/s, atteint le 29 décembre 2001.

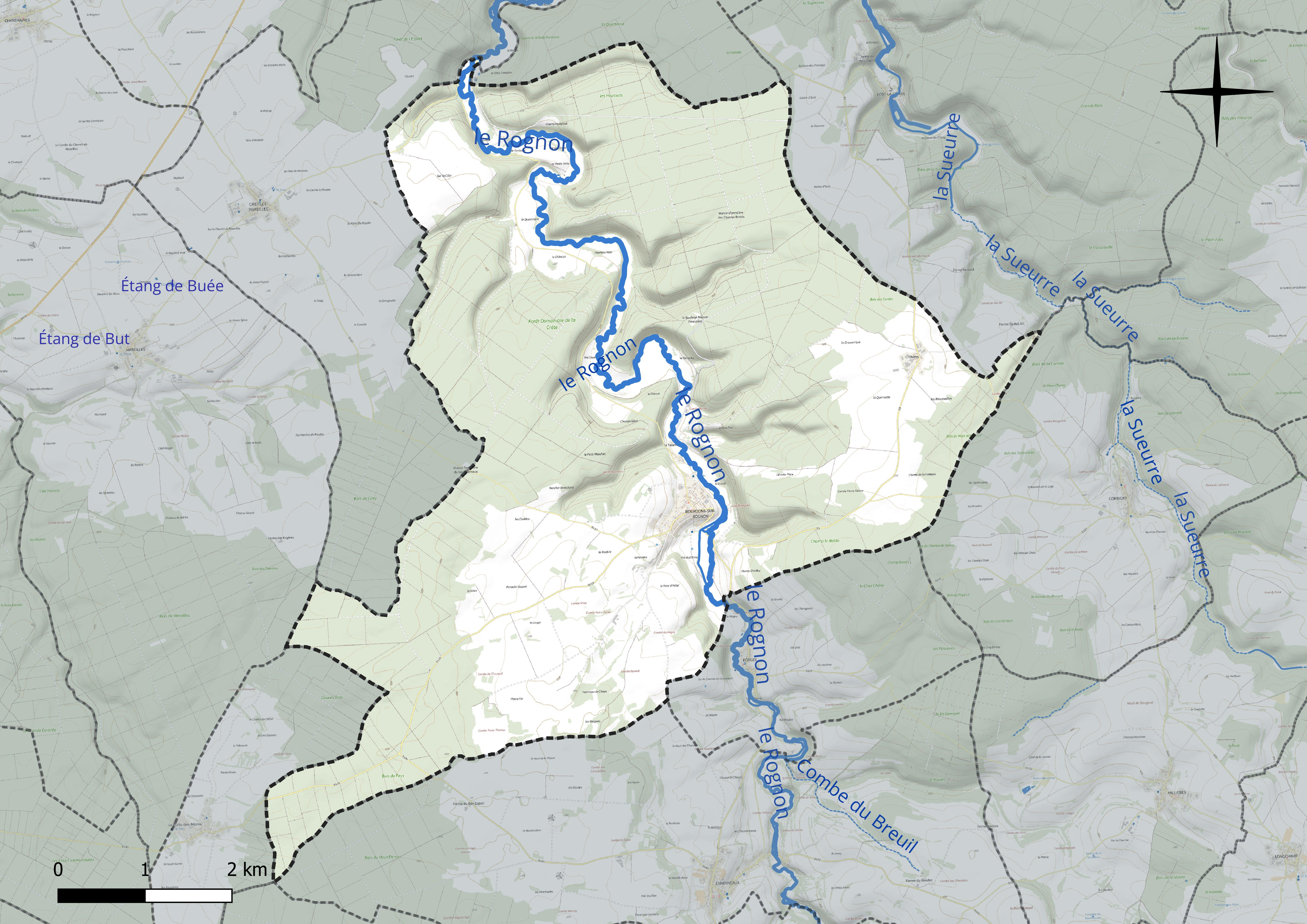
Réseau hydrographique de Bourdons-sur-Rognon.

### Climat
Pour des articles plus généraux, voir Climat du Grand Est et Climat de la Haute-Marne.
En 2010, le climat de la commune est de type climat de montagne, selon une étude du Centre national de la recherche scientifique s'appuyant sur une série de données couvrant la période 1971-2000. En 2020, Météo-France publie une typologie des climats de la France métropolitaine dans laquelle la commune est exposée à un climat océanique altéré et est dans la région climatique  Lorraine, plateau de Langres, Morvan, caractérisée par un hiver rude (1,5 °C), des vents modérés et des brouillards fréquents en automne et hiver. 
Pour la période 1971-2000, la température annuelle moyenne est de 9,5 °C, avec une amplitude thermique annuelle de 16,4 °C. Le cumul annuel moyen de précipitations est de 1 002 mm, avec 13,6 jours de précipitations en janvier et 9,6 jours en juillet. Pour la période 1991-2020, la température moyenne annuelle observée sur la station météorologique installée sur la commune est de 10,0 °C et le cumul annuel moyen de précipitations est de 1 011,1 mm. 
La température maximale relevée sur cette station est de 40,1 °C, atteinte le 25 juillet 2019 ; la température minimale est de −22,1 °C, atteinte le 20 décembre 2009,,. 
| Mois                                  | jan.             | fév.           | mars           | avril         | mai           | juin          | jui.          | août          | sep.          | oct.          | nov.             | déc.           | année      |
| ------------------------------------- | ---------------- | -------------- | -------------- | ------------- | ------------- | ------------- | ------------- | ------------- | ------------- | ------------- | ---------------- | -------------- | ---------- |
| Température minimale moyenne (°C)     | −1               | −1             | 0,5            | 2,5           | 6,6           | 9,8           | 11,6          | 11,3          | 8             | 5,8           | 2,3              | 0,2            | 4,7        |
| Température moyenne (°C)              | 2,1              | 3              | 5,9            | 9             | 13,1          | 16,6          | 18,5          | 18,2          | 14,2          | 10,5          | 5,8              | 3              | 10         |
| Température maximale moyenne (°C)     | 5,2              | 6,9            | 11,3           | 15,5          | 19,6          | 23,4          | 25,5          | 25,1          | 20,5          | 15,3          | 9,2              | 5,9            | 15,3       |
| Record de froid (°C) date du record   | −18,2 02.01.1997 | −18,2 05.02.12 | −19,2 01.03.05 | −8,9 09.04.03 | −4 03.05.21   | −1 04.06.01   | 2,1 03.07.11  | 1,3 26.08.18  | −1,7 25.09.02 | −7,3 29.10.12 | −12,9 24.11.1998 | −22,1 20.12.09 | −22,1 2009 |
| Record de chaleur (°C) date du record | 16,1 01.01.23    | 22,9 27.02.19  | 25 31.03.21    | 27,7 19.04.18 | 31,9 24.05.09 | 35,6 18.06.02 | 40,1 25.07.19 | 38,9 09.08.03 | 34,2 16.09.20 | 29,5 09.10.23 | 22,8 02.11.20    | 16 17.12.19    | 40,1 2019  |
| Précipitations (mm)                   | 94,3             | 80,4           | 80,5           | 68,3          | 86,8          | 72,7          | 79,1          | 77,8          | 75,3          | 95,2          | 96,3             | 104,4          | 1 011,1    |

| Diagramme climatique                                  |           |             |             |             |             |              |              |           |             |            |             |
| J                                                     | F         | M           | A           | M           | J           | J            | A            | S         | O           | N          | D           |
| 5,2−194,3                                             | 6,9−180,4 | 11,30,580,5 | 15,52,568,3 | 19,66,686,8 | 23,49,872,7 | 25,511,679,1 | 25,111,377,8 | 20,5875,3 | 15,35,895,2 | 9,22,396,3 | 5,90,2104,4 |
| Moyennes : • Temp. maxi et mini °C • Précipitation mm |           |             |             |             |             |              |              |           |             |            |             |

Les paramètres climatiques de la commune ont été estimés pour le milieu du siècle (2041-2070) selon différents scénarios d'émission de gaz à effet de serre à partir des nouvelles projections climatiques de référence DRIAS-2020. Ils sont consultables sur un site dédié publié par Météo-France en novembre 2022.

## Urbanisme

### Typologie
Au 1er janvier 2024, Bourdons-sur-Rognon est catégorisée commune rurale à habitat dispersé, selon la nouvelle grille communale de densité à sept niveaux définie par l'Insee en 2022.
Elle est située hors unité urbaine. Par ailleurs la commune fait partie de l'aire d'attraction de Chaumont, dont elle est une commune de la couronne,. Cette aire, qui regroupe 112 communes, est catégorisée dans les aires de 50 000 à moins de 200 000 habitants,.

### Occupation des sols
L'occupation des sols de la commune, telle qu'elle ressort de la base de données européenne d’occupation biophysique des sols Corine Land Cover (CLC), est marquée par l'importance des forêts et milieux semi-naturels (65,6 % en 2018), une proportion identique à celle de 1990 (65,6 %). La répartition détaillée en 2018 est la suivante : 
forêts (64,9 %), terres arables (21,4 %), prairies (12,4 %), zones urbanisées (0,6 %), milieux à végétation arbustive et/ou herbacée (0,6 %). L'évolution de l’occupation des sols de la commune et de ses infrastructures peut être observée sur les différentes représentations cartographiques du territoire : la carte de Cassini (XVIIIe siècle), la carte d'état-major (1820-1866) et les cartes ou photos aériennes de l'IGN pour la période actuelle (1950 à aujourd'hui).

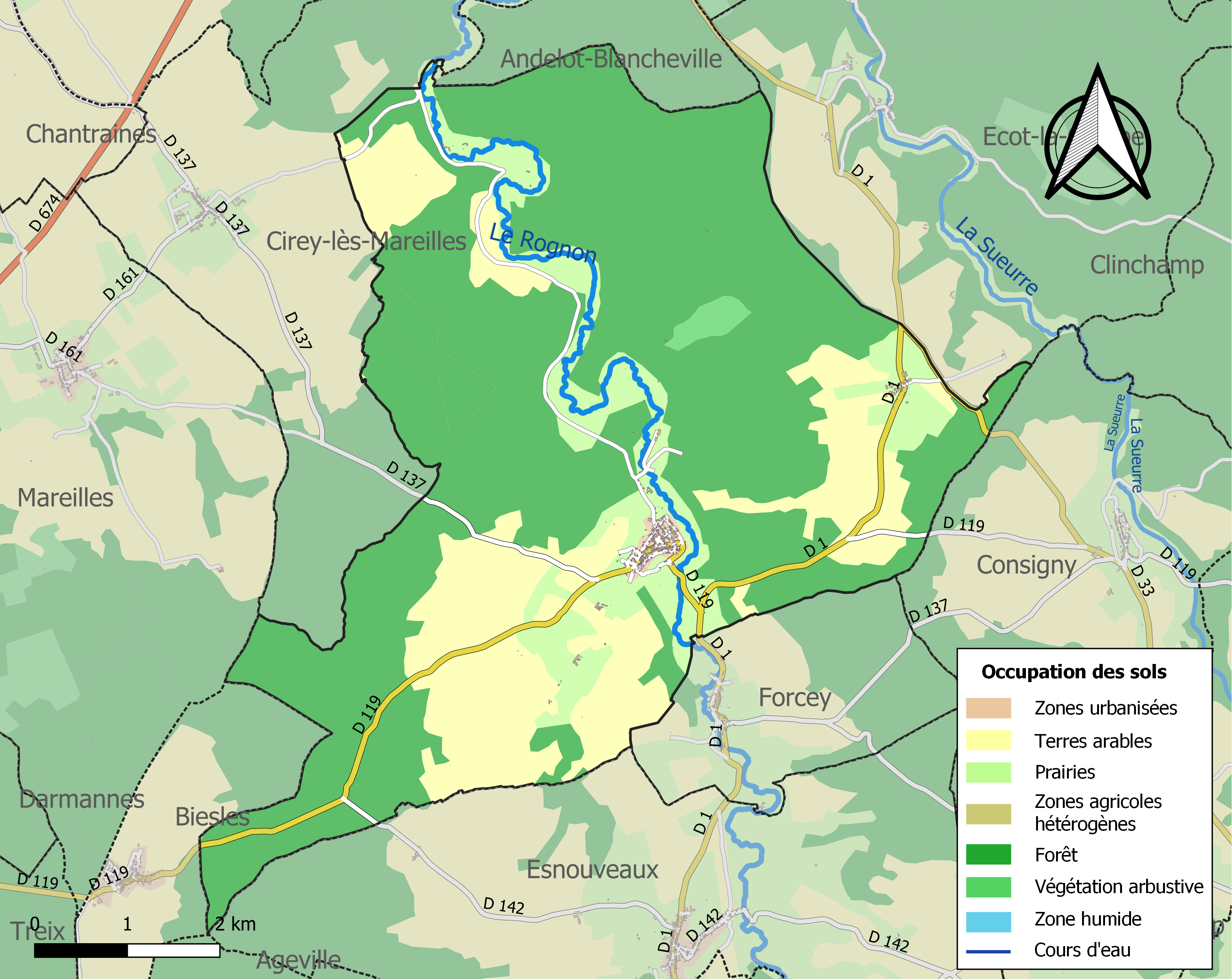
Carte des infrastructures et de l'occupation des sols de la commune en 2018 (CLC).

## Toponymie
Le nom de la localité est attesté sous les formes Bordonis en en 1011 ; Borduns en 1143.
Il s'agit d'une formation toponymique médiévale fondée sur l'ancien français borde « petite maison, hutte, puis ferme » (voir Bordes, Bordel, etc.), suivi du suffixe -on au pluriel (Dauzat donne la forme *bord-onem non attestée).
Le Rognon est une petite rivière française du Grand Est, très abondante et affluent de la rive droite de la Marne.

## Histoire

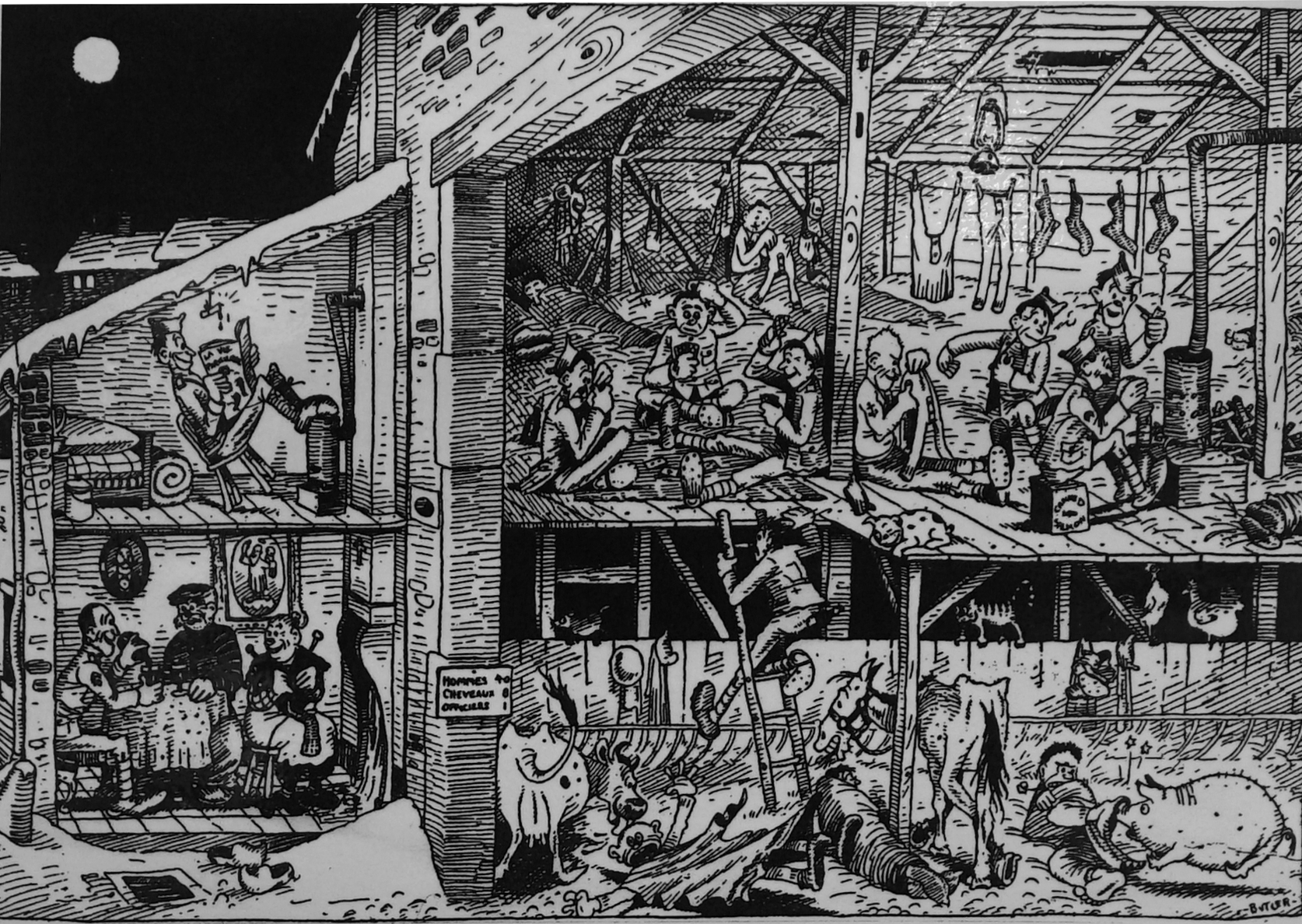
Grange pour abriter les soldats américains.

Un tumulus a été fouillé en 1858 au lieu-dit l'Etroite-place avec plus de huit squelettes, des poteries et torques de la Tène ancienne. La voie romaine Nasium/Andemantunnum franchissait le Rognon au territoire du village, cette voie fut ensuite nommée haut chemin à la grange de Suizy. Un trésor de vingt et une pièces romaines fut découvert à Le Gros feu.
Avec l'arrivée de l'armée américaine en France en 1917 et l’installation du quartier général à Chaumont, le village va accueillir et loger à l'ancienne une unité. Quarante officier avec mille trois cent cinquante homme et soixante cinq chevaux vont être logés chez l'habitant. Nombreux sont ceux qui logent dans les granges même si l’intendance avait construit une baraque pour les cuisines et une autre pour les douches.
Le 16 septembre 1966, la commune de Bourdons-sur-Rognon absorbe celle de Lacrète.

## Politique et administration

### Liste des maires
| Période                                  | Période       | Identité             | Étiquette | Qualité |
| ---------------------------------------- | ------------- | -------------------- | --------- | --- |
| Les données manquantes sont à compléter. |               |                      |           | |
| avant 1995                               | 1995          | André Menet          |           | |
| mars 1995                                | mars 2001     | Jean-Pierre Marchand | SE        | nc |
| mars 2001                                | mars 2008     | Andrée Menet         | SE        | nc |
| 9 mars 2008                              | novembre 2017 | Nicolas Lacroix      | LR        | Cadre supérieur Conseiller départemental du canton de Bologne depuis 2015 Président du Conseil départemental depuis novembre 2017 |
| 18 novembre 2017                         | En cours      | Gilles Berthet       | SE        | Retraité |

## Population et société

### Démographie

#### Évolution démographique
L'évolution du nombre d'habitants est connue à travers les recensements de la population effectués dans la commune depuis 1793. Pour les communes de moins de 10 000 habitants, une enquête de recensement portant sur toute la population est réalisée tous les cinq ans, les populations de référence des années intermédiaires étant quant à elles estimées par interpolation ou extrapolation. Pour la commune, le premier recensement exhaustif entrant dans le cadre du nouveau dispositif a été réalisé en 2007.

En 2022, la commune comptait 293 habitants, en évolution de +5,02 % par rapport à 2016 (Haute-Marne : −4,62 %, France hors Mayotte : +2,11 %).
| 1793 | 1800 | 1806 | 1821 | 1831 | 1836 | 1841 | 1846 | 1851 |
| ---- | ---- | ---- | ---- | ---- | ---- | ---- | ---- | ---- |
| 489  | 510  | 536  | 593  | 587  | 740  | 736  | 750  | 797  |

| 1856 | 1861 | 1866 | 1872 | 1876 | 1881 | 1886 | 1891 | 1896 |
| ---- | ---- | ---- | ---- | ---- | ---- | ---- | ---- | ---- |
| 750  | 796  | 810  | 775  | 805  | 765  | 741  | 736  | 687  |

| 1901 | 1906 | 1911 | 1921 | 1926 | 1931 | 1936 | 1946 | 1954 |
| ---- | ---- | ---- | ---- | ---- | ---- | ---- | ---- | ---- |
| 676  | 693  | 643  | 530  | 539  | 505  | 439  | 412  | 432  |

| 1962 | 1968 | 1975 | 1982 | 1990 | 1999 | 2006 | 2007 | 2012 |
| ---- | ---- | ---- | ---- | ---- | ---- | ---- | ---- | ---- |
| 419  | 413  | 365  | 338  | 306  | 294  | 295  | 295  | 260  |

| 2017 | 2022 | - | - | - | - | - | - | - |
| ---- | ---- | - | - | - | - | - | - | - |
| 285  | 293  | - | - | - | - | - | - | - |

## Culture locale et patrimoine

### Lieux et monuments
- Abbaye de la Crête, cistercienne, fondée au XIIe siècle à l'écart du village, inscrite au titre des Monuments historiques le 1er février 1988[20].
- L'église Notre-Dame-en-son-Assomption, inscrite au titre des Monuments historiques le 23 décembre 1925[21].

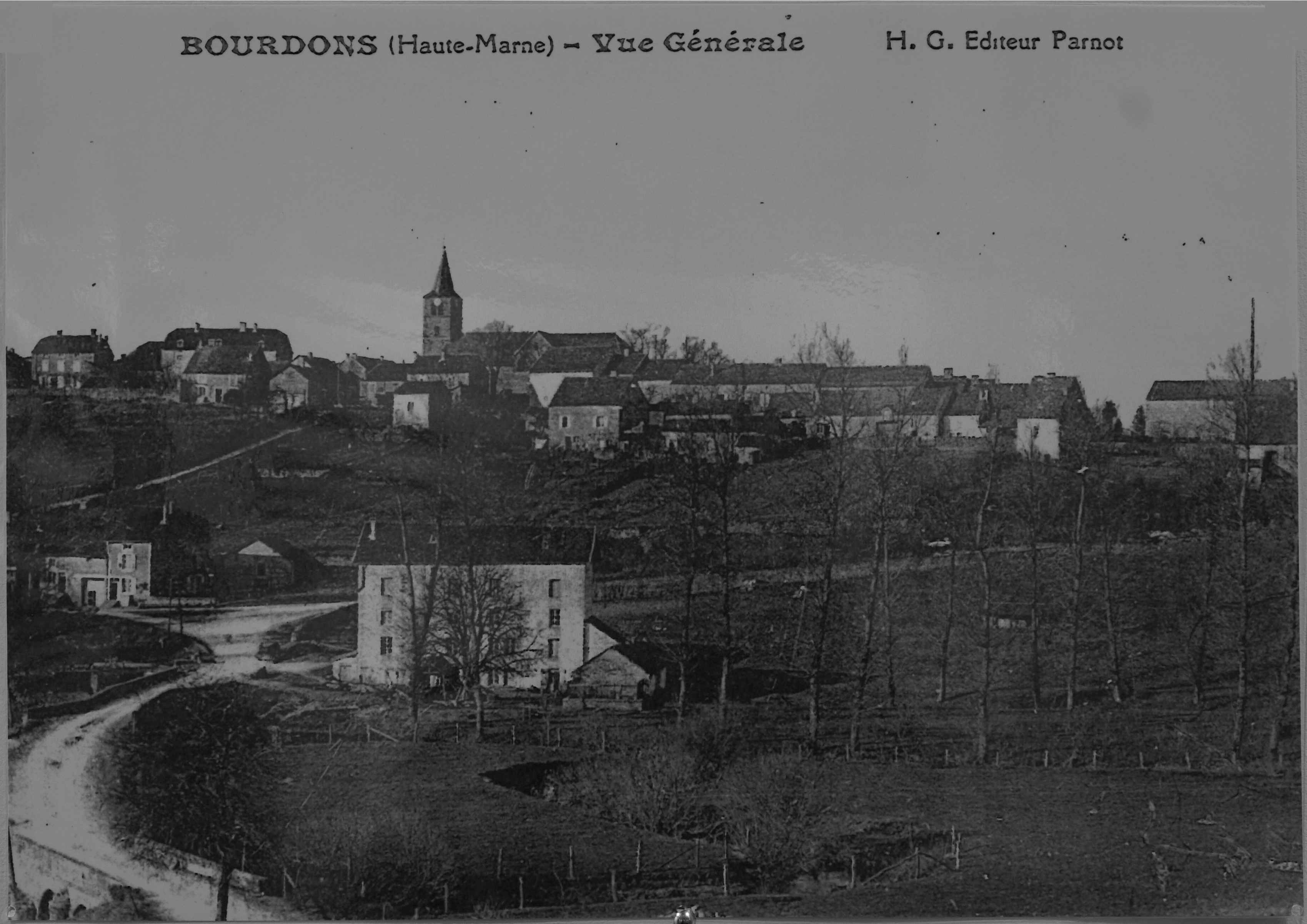
Au début du XXe siècle,
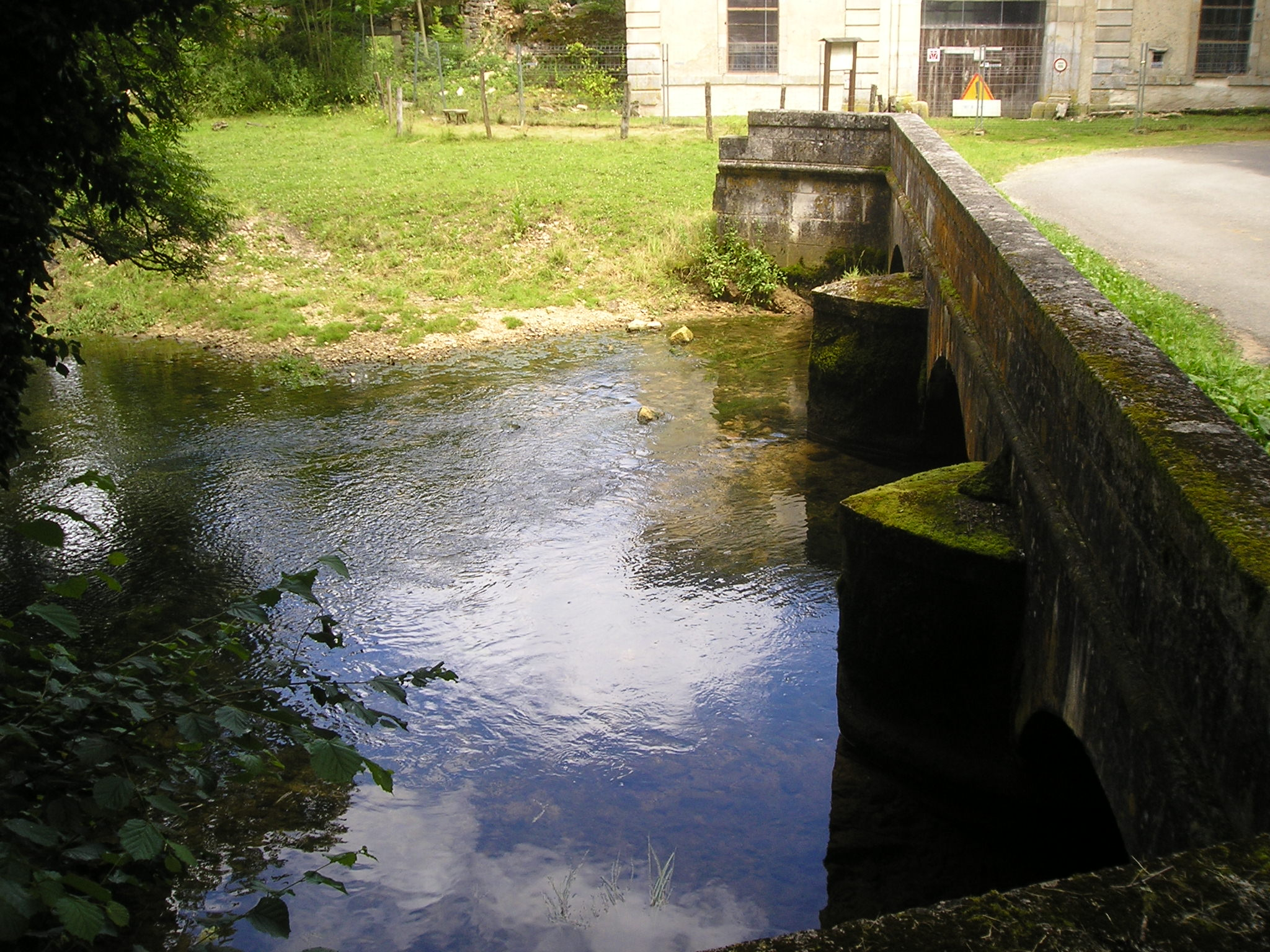
pont sur le ROgnon,
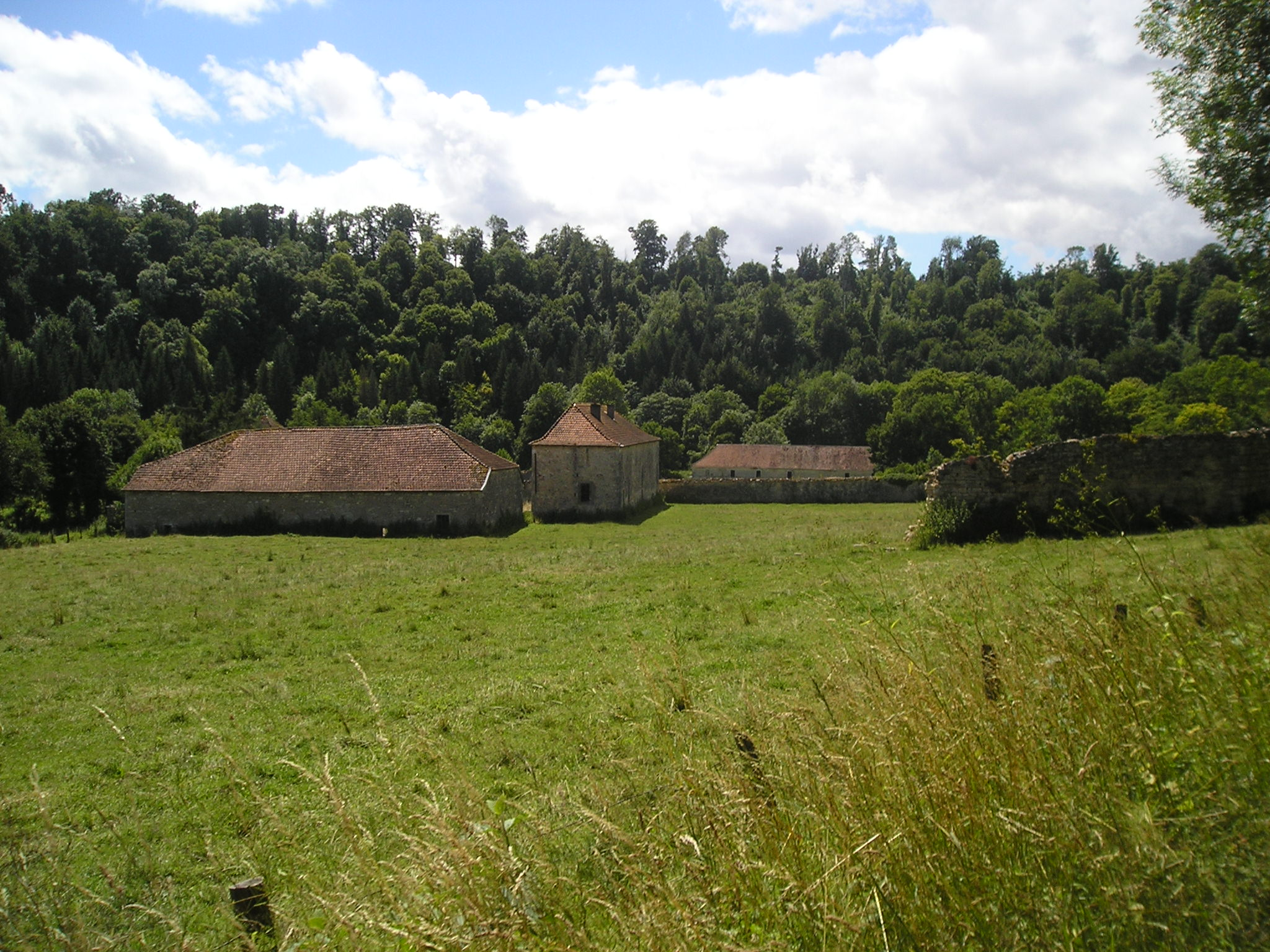
l'abbaye,
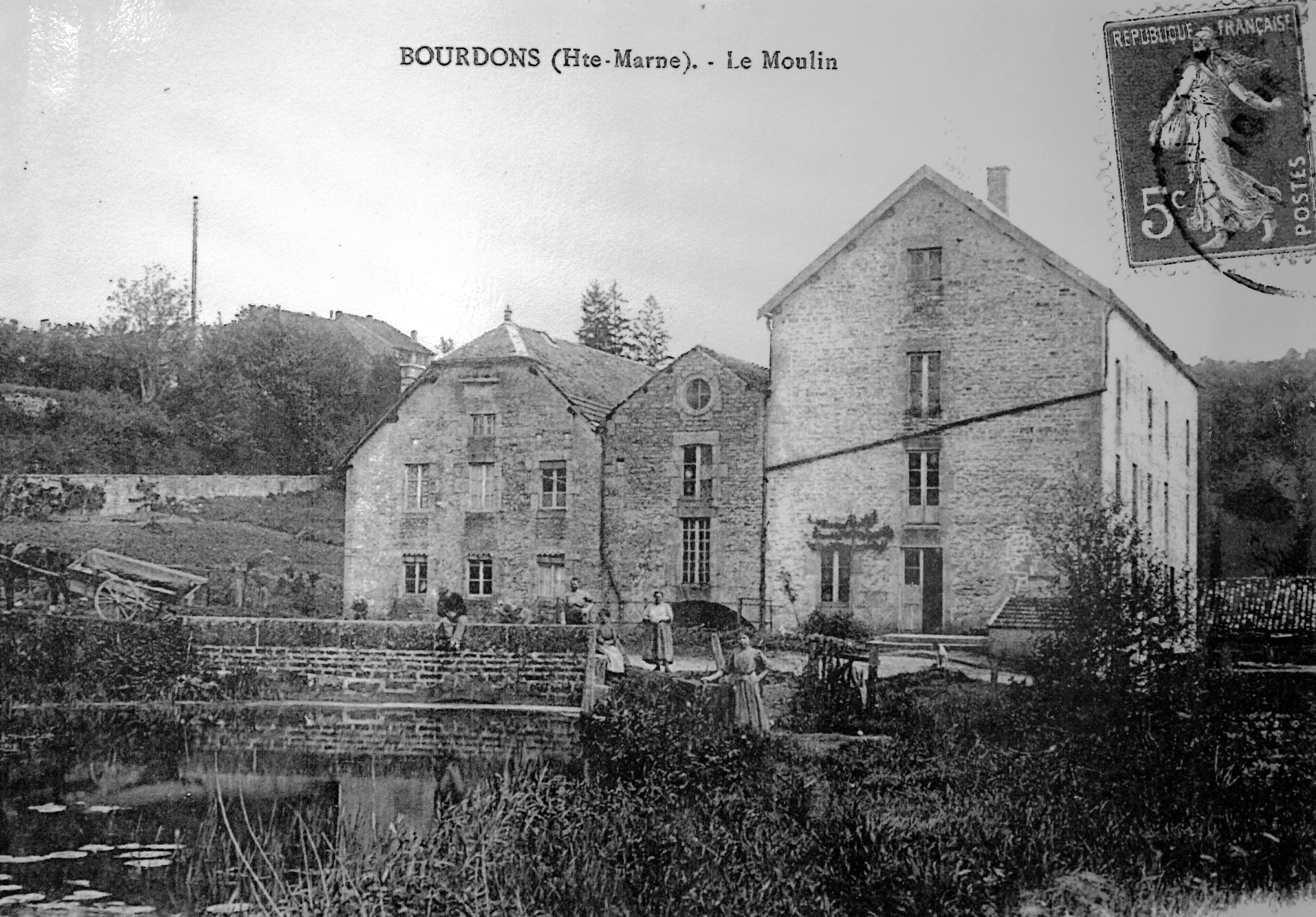
le moulin.
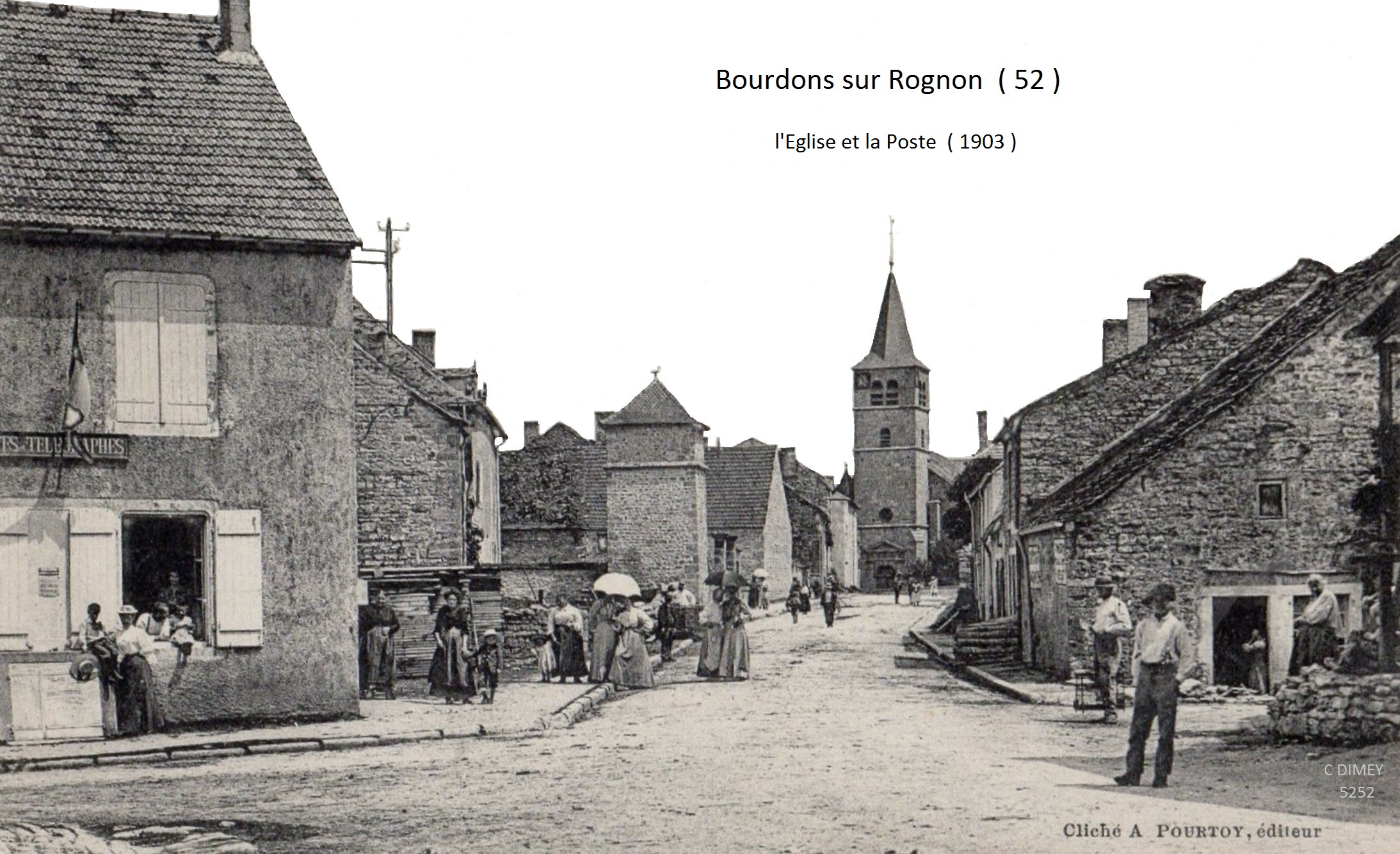
L'église et la Poste en 1903

### Personnalités liées à la commune
- Claude Duchesne : né le 26 janvier 1674 à Bar-sur-Aube, paroisse Sainte-Madeleine, fils de Pierre Henry sieur du Chesne, avocat en parlement, maire de Bar-sur-Aube et de Pierrette Perrotte, fut prieur de l'abbaye de la Crête pendant près de 40 ans pendant la première moitié du XVIIIe siècle. Il mourut après 1748.

### Héraldique
| Blason de Bourdons-sur-Rognon | Blason  | Parti : au 1er de sinople à trois glands versé d'or, au 2e d'azur à la bande d'argent côtoyée de deux doubles cotices potencées contre-potencées d'or ; le tout sommé d'un chef cousu de gueules chargé d'un coq hardi d'or accosté de deux fleurs de lis du même. |
| Blason de Bourdons-sur-Rognon | Détails | Le statut officiel du blason reste à déterminer. |